# Asociación Amateurs Santafesina de Football 1925
En 1921 hubo una división en la Liga Santafesina de Foot ball, creándose la Liga Amateur adiriendose los clubes: Saravia, Belgrano de Paraná, Los Andes, Central Candioti, Neybery, Central Guadalupe, Sp. Santa Fe, C. Santa Fe, Zanni, Unión y más tarde Irún, pero a finales de 1922 se resolvería la división, creándose un campeonato especial, pero en 1924 otra vez empezarían los problemas terminando en una nueva división que se extendería hasta el 6 de enero de 1926 donde ambas divisiones jugarían un partido con jugadores de sus ligas.

## Tabla de posiciones
| Pos. | Equipo           | Pts. | PJ | PG | PE | PP | GF | GC | Dif. |
| ---- | ---------------- | ---- | -- | -- | -- | -- | -- | -- | ---- |
| 1.º  | Unión            | 6    | 3  | 3  | 0  | 0  | 7  | 0  | 7    |
| 2.º  | Irún             | 4    | 3  | 2  | 0  | 1  | 6  | 3  | 3    |
| 3.º  | Central Santa Fe | 2    | 3  | 1  | 0  | 2  | 2  | 7  | −5   |
| 4.º  | Saravia          | 0    | 3  | 0  | 0  | 3  | 1  | 5  | −4   |

## Resultados
| Saravia | 0 - 3 | Unión       | Saravia F. C. | 7 de junio |
| Irún    | 4 - 1 | C. Santa Fe | C. A. Unión   | 7 de junio |

| Unión       | 1 - 0 | Irún    | C. A. Unión   | 14 de junio |
| C. Santa Fe | 1 - 0 | Saravia | Saravia F. C. | 14 de junio |

| Unión   | 3 - 0 | C. Santa Fe | C. A. Unión   | 19 de julio |
| Saravia | 1 - 2 | Irún        | Saravia F. C. | 26 de julio |

- Datos: Q56316517